# Villerable
 Villerable  es una población y comuna francesa, en la región de Centro, departamento de Loir y Cher, en el distrito de Vendôme y cantón de Vendôme-2.
Está integrada en la Communauté de communes du Vendômois Rural .

## Demografía
| 336 | 321 | 333 | 433 | 499 | 501 |
| Para los censos de 1962 a 1999 la población legal corresponde a la población sin duplicidades (Fuente: INSEE [Consultar]) |     |     |     |     |     |

Forma parte de la aglomeración urbana de Vendôme.